# Bidatsu
Keizer Bidatsu (敏達天皇, Bidatsu-tennō, 538 – 14 september 585) was de 30e keizer van Japan volgens de traditionele volgorde. Hij regeerde van 572 tot aan zijn dood in 585. In de Nihonshoki wordt zijn geboortenaam gegeven als Nunakura no Futotamashiki (渟中倉太珠敷).

## Familie
Bidatsu was de tweede zoon van keizer Kimmei. Zijn moeder was Iwahime, een dochter van keizer Senka.
Volgens de Nihonshoki en Gukanshō had Bidatsu vier keizerinnen en 16 keizerlijke kinderen (zes zonen en tien dochters). Bidatsu’s eerste keizerin, Hirohime, stierf tijdens het vijfde jaar van Bidatsu’s regeerperiode. Om haar te vervangen, promoveerde hij een van zijn hofdames, prinses Nukatabe, tot keizerin. Nukatabe was Bidatsu’s halfzus aan vaders kant. Ze erfde later zelf de troon als keizerin Suiko.
Geen van Bidatsu’s eigen kinderen volgde hem op als keizer. Hij werd opgevolgd door zijn broer Yomei. Bidatsu’s kleinzoon, Jomei, erfde wel de troon.

## Bidatsu's regeerperiode
Bidatsu werd door Kimmei uitgekozen als kroonprins, en volgde zijn vader binnen enkele dagen na diens dood op als keizer. Dit gebeurde in 572, tijdens het 32e jaar van Kimmei’s regeerperiode.
Bidatsu regeerde over Japan tijdens een gespannen periode. De Soga en Monobe-clans, destijds twee van de invloedrijkste families van Japan, waren tijdens zijn regeerperiode in een hevig conflict verwikkeld over het wel of niet accepteren van het Boeddhisme in Japan.
Bidatsu probeerde de banden met de koninkrijken van Korea te herstellen tijdens zijn regeerperiode. Volgens Nihonshoki zou zijn hof in elk geval de banden met Baekje en Silla hebben weten te herstellen.
Bidatsu stierf uiteindelijk aan een ziekte.
* Regent Jingu staat niet op de traditionele lijst.